# كتيبة كوسكاتلان
كتيبة كوسكاتلان (الإسبانية: Batallón Cuscatlán) كانت كتيبة كوسكاتلان وحدة عسكرية تابعة للقوات المسلحة السلفادورية (FAES) شاركت في حرب العراق من عام 2003 إلى عام 2009. خدمت كتيبة كوسكاتلان تحت قيادة الفرقة المتعددة الجنسيات المركزية والجنوبية (MN-DCS) بقيادة بولندا طوال فترة انتشارها. ومن عام 2003 إلى عام 2004، كانت أيضًا جزءًا من لواء بلس ألترا بقيادة إسبانيا.
خلال فترة انتشار كتيبة كوسكاتلان، قدمت مساعدات إنسانية، وساهمت في مشاريع إعادة الإعمار، وأجرت عمليات إزالة الألغام، وحمت قوافل القوة المتعددة الجنسيات في العراق. خاضت الكتيبة بعض المناوشات ضد مسلحين عراقيين خلال فترة انتشارها، مما أسفر عن مقتل 5 وإصابة 20 آخرين. انسحبت كتيبة كوسكاتلان من العراق عام 2009 بعد سنوات من الجدل في السلفادور حول المشاركة في حرب العراق؛ حيث أيد التحالف الجمهوري القومي اليميني (ARENA) المشاركة، بينما عارضتها جبهة فارابوندو مارتي للتحرير الوطني (FMLN) اليسارية.

## خلفية
في مايو/أيار 2003، وافق مجلس الأمن التابع للأمم المتحدة على القرار رقم 1483 الذي سمح للمجتمع الدولي بدعم الولايات المتحدة والمملكة المتحدة في إعادة إعمار العراق بعد أن أطاح الغزو الذي قادته الولايات المتحدة بحكومة صدام حسين. وفي 11 يونيو/حزيران 2003، أعلن الرئيس السلفادوري فرانسيسكو فلوريس بيريز أن السلفادور سترسل فرقة عسكرية للمساعدة في إعادة إعمار العراق.:1 :21سُمِّيَت الوحدة بكتيبة كوسكاتلان.

## منظمة

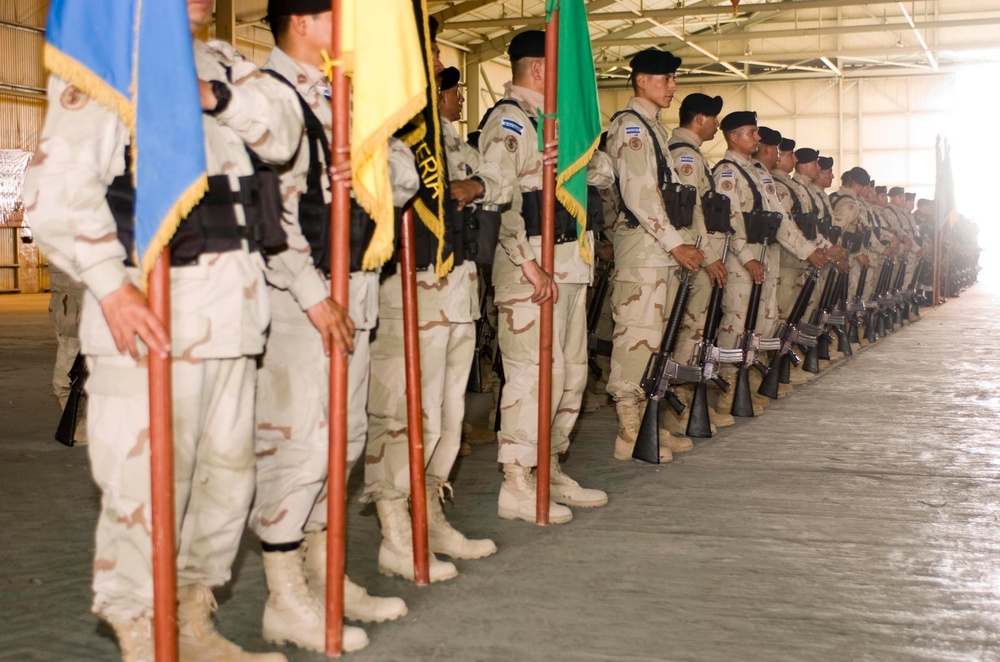
جنود كتيبة كوسكاتلان العاشرة والحادية عشرة في التشكيل بقاعدة العمليات الأمامية دلتا في عام 2008

تألفت الكتيبة من جنود مشاة ومهندسين وقوات دعم قتالية وجنود من القوات الخاصة من الجيش السلفادوري، اختيروا بعناية.:1–2 ساهم هؤلاء الجنود في تقديم المساعدات الإنسانية للعراقيين، وساهموا في مشاريع إعادة الإعمار. بلغ تعداد كتيبة كوسكاتلان ذروته عند 380 جنديًا، وبلغ إجمالي عدد الجنود الذين خدموا في كتيبة المشاة 5800 جندي. تمركزت الكتيبة في النجف بقاعدة السلفادور من عام 2003 إلى عام 2005، وفي الحلة من عام 2005 إلى عام 2006، وفي الكوت بقاعدة دلتا للعمليات المتقدمة من عام 2006 إلى عام 2009.:4:57
كان جنود كتيبة كوسكاتلان مزودين بأسلحة نارية متنوعة، بما في ذلك بنادق كاربين M16A2؛ ورشاشات M2 وM60 وM249؛ وقاذفات قنابل M203؛ ومسدسات بيريتا M9. كما استخدموا عربات همفي وشاحنات نقل M35 مزودة برشاشات M60 وأنظمة مضادة للمتفجرات.:8–10
تألفت القوة الرئيسية لكتيبة كوسكاتلان من ثلاث سرايا مشاة، تضم كل منها 80 جنديًا. وتضم السرايا الثلاث ثلاث فصائل مشاة ومجموعة قيادة واحدة. كما ضمت الكتيبة فصائل هندسية، وطبية، ولوجستية، وأمنية، واتصالات، ونخبة تابعة لثلاث سرايا أخرى.:7–9

## تاريخ

### النشر
في 12 أغسطس 2003، غادرت كتيبة كوسكاتلان السلفادور إلى إسبانيا حيث تلقت الوحدة أنواعًا مختلفة من التدريب قبل نشرها في العراق.:2 بعد إكمال تدريبهم، نُشِرَت الكتيبة في العراق في 26 أغسطس 2003 كجزء من لواء بلس ألترا بقيادة إسبانيا جنبًا إلى جنب مع جنود من جمهورية الدومينيكان وهندوراس ونيكاراجوا.:111 تمركز 360 جنديًا من كتيبة كوسكاتلان في النجف وساعدوا الفرقة المتعددة الجنسيات بقيادة بولندا في المحافظات العراقية القادسية وبابل والنجف وواسط.:57 & 99
في فبراير 2004، انسحبت القوات النيكاراغوية من العراق بسبب مشاكل تمويلية، وبحلول نهاية العام نفسه، انسحبت بقية قوات لواء "بلس ألترا"، باستثناء السلفادور، من العراق بسبب المعارضة الشعبية للمشاركة في حرب العراق في الداخل. وبسحب لواء "بلس ألترا"، أصبحت كتيبة كوسكاتلان الوحدة العسكرية اللاتينية الأمريكية الوحيدة المتبقية في العراق.:17 بعد انسحاب لواء بلس ألترا، زادت السلفادور عدد الجنود في كتيبة كوسكاتلان من 360 إلى 380.:57–58

### المشاركات

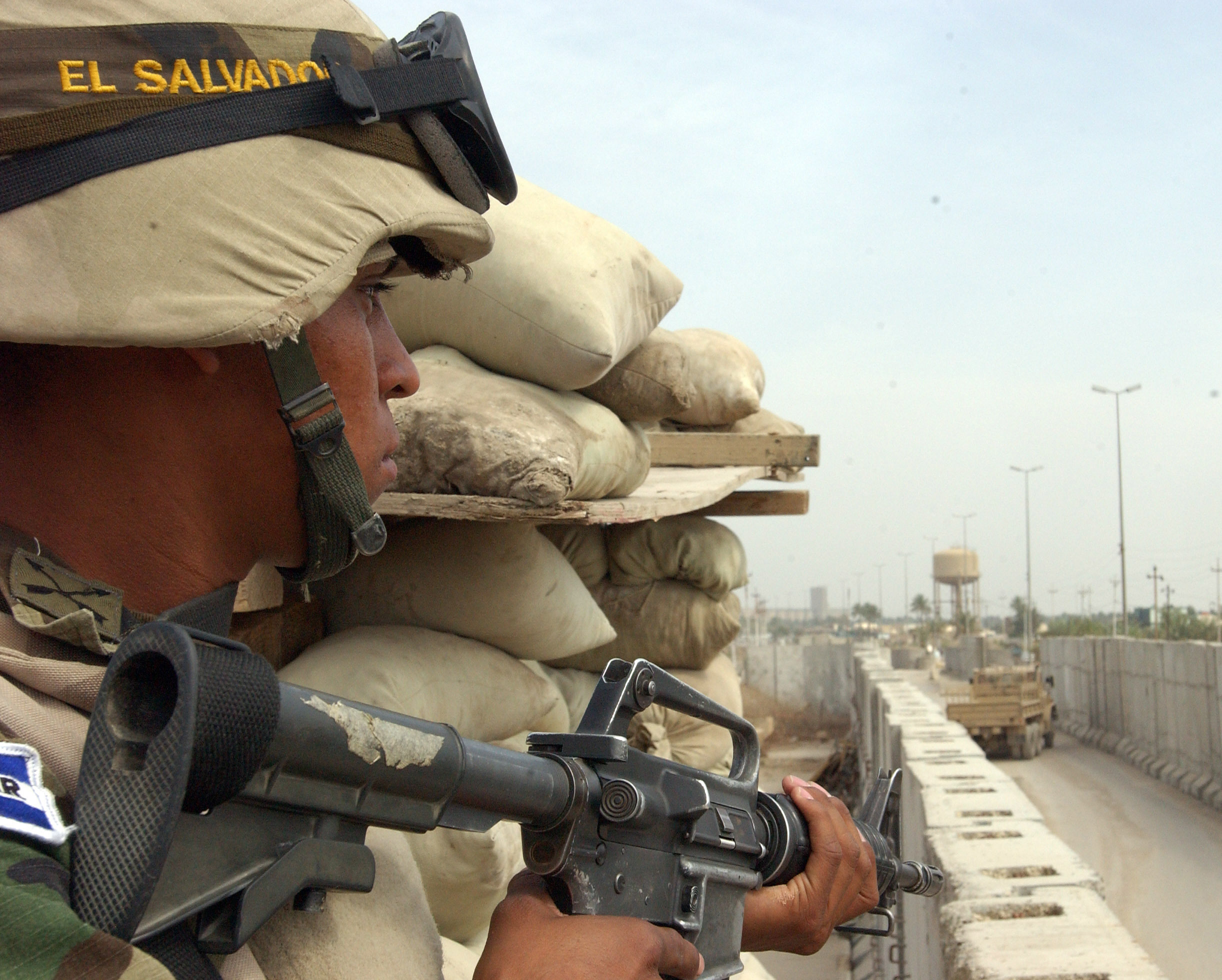
جندي من كتيبة كوسكاتلان الرابعة في معسكر تشارلي عام 2005

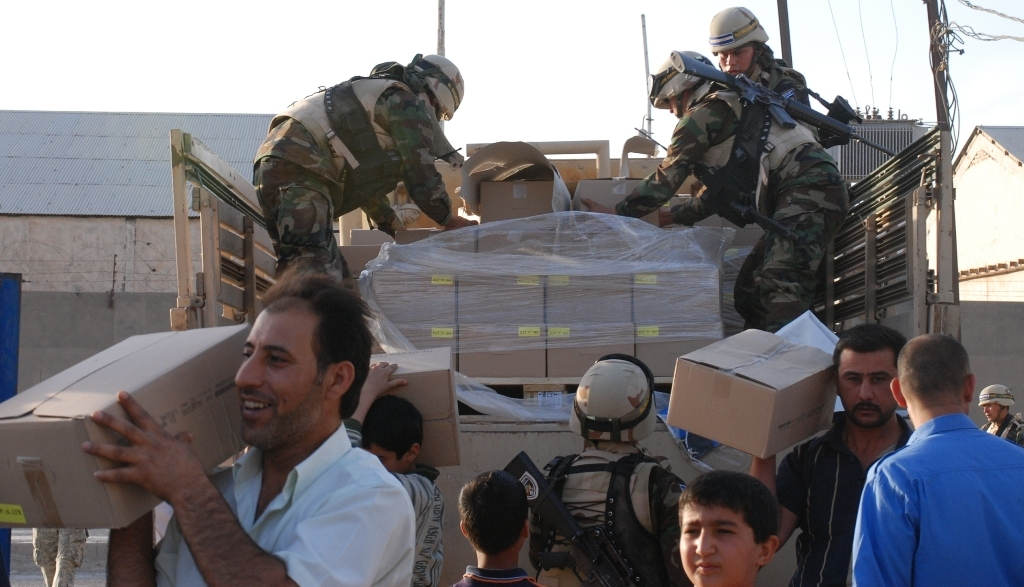
جنود من كتيبة كوسكاتلان العاشرة يسلمون الإمدادات الطبية في قاعدة العمليات الأمامية دلتا في عام 2008

طوال فترة انتشار كتيبة كوسكاتلان، واصلت تقديم المساعدات الإنسانية من خلال توزيع الطعام والملابس وتوفير الرعاية الطبية. كما ساهمت في إعادة بناء المنازل والطرق والمدارس والمستشفيات ومحطات معالجة المياه وغيرها من البنى التحتية التي دمرتها الحرب. إضافةً إلى ذلك، وفّر الجنود السلفادوريون الأمن لقوافل القوة المتعددة الجنسيات في العراق (MNF-I) وأجروا عمليات إزالة الألغام.:2:57
في 4 أبريل/نيسان 2004، نصب مسلحون من جيش المهدي كمينًا لقافلة تابعة للقوة متعددة الجنسيات في العراق كانت تحميها كتيبة كوسكاتلان في قاعدة الأندلس في النجف. أسفر الكمين عن مقتل جندي، وهو الجندي ناتيفيداد مينديز راموس، وإصابة اثني عشر آخرين. عندما نفدت ذخيرة الجنود الأربعة المتبقين، دافع العريف صموئيل غونزاليس تولوزا عن المسلحين بسكين في قتال بالأيدي حتى وصلت التعزيزات.:5:58–59 في 7 مايو 2004، منح فلوريس كتيبة كوسكاتلان الميدالية الذهبية للاستحقاق لخدمتها في النجف. في 12 نوفمبر 2004، منح وزير الدفاع الأمريكي دونالد رامسفيلد ستة جنود سلفادوريين ميدالية النجمة البرونزية لأفعالهم في كمين أبريل 2004.:58–59
تكبدت كتيبة كوسكاتلان عددًا إضافيًا من القتلى والجرحى. في 27 يوليو/تموز 2004، قُتل كارلوس أرماندو جودوي كاسترو في حادث سيارة في الحلة. في 19 يوليو/تموز 2006، تعرض قافلة من ست سيارات همفي تابعة لكتيبة كوسكاتلان لكمين من قِبل مسلحين عراقيين خارج الكوت عندما فُجرت عبوة ناسفة بدائية الصنع تحت إحدى السيارات. أدى الانفجار إلى مقتل جندي، وهو الرقيب خوسيه ميغيل بيردومو سانشيز، وإصابة آخر.:5 في 27 يوليو 2006، أدى كمين آخر نصبه مسلحون إلى مقتل جندي واحد، وهو الرقيب دونالد ألبرتو راميريز جارسيا، وإصابة آخر. في 27 أغسطس 2006، شن مسلحون عراقيون هجومًا بقذائف الهاون على قاعدة دلتا للعمليات المتقدمة (حامية الكتيبة في ذلك الوقت) ولكن لم يُقتل أو يُصب أحد. :5–6في 20 أكتوبر/تشرين الأول 2006، هاجم مسلحون قافلة سلفادورية أخرى بعبوة ناسفة خارج النعمانية. وأسفر الهجوم عن مقتل جندي، هو النقيب خوسيه أرخيليو سوتو أوتشوا، وإصابة أربعة آخرين:6:6

### المعارضة
أظهرت استطلاعات الرأي في السلفادور أن أغلبية السلفادوريين يعارضون المشاركة في حرب العراق. ووجد أحد استطلاعات الرأي التي أجرتها صحيفة لا برينسا جرافيكا في ديسمبر 2006 أن 81% من السلفادوريين يعارضون إرسال المزيد من الجنود إلى العراق بينما أيد 12% فقط إرسال المزيد من الجنود.:7–8كما نظم بعض السلفادوريين أيضًا مسيرات احتجاجية ضد التدخل.
كانت حكومة السلفادور آنذاك تحت سيطرة حزب التحالف الجمهوري القومي اليميني (ARENA)، وكان لرئيسي التحالف، فلوريس (1999-2004) وأنطونيو ساكا (2004-2009)، علاقات قوية بالرئيس الأمريكي جورج دبليو بوش. وبينما أيد التحالف الجمهوري القومي التدخل في الحرب، عارضت جبهة فارابوندو مارتي للتحرير الوطني (FMLN) المعارضة اليسارية التدخل. انقسمت الأصوات داخل الجمعية التشريعية للسلفادور بشأن تمديد مشاركة السلفادور في حرب العراق على أسس حزبية، حيث صوت التحالف الجمهوري القومي والحزب الديمقراطي المسيحي وحزب المصالحة الوطنية لصالح التمديد، بينما صوتت جبهة فارابوندو مارتي للتحرير الوطني ضده.:1 خلال الانتخابات الرئاسية السلفادورية عام 2004، وعد مرشح جبهة فارابوندو مارتي للتحرير الوطني شفيق هاندال بسحب كتيبة كوسكاتلان من العراق، في حين حذر ساكا من أن القيام بذلك من شأنه أن يعرض الولايات المتحدة لخطر إلغاء الوضع المحمي المؤقت للسلفادوريين المقيمين في الولايات المتحدة ردًا على الانسحاب.

### الانسحاب

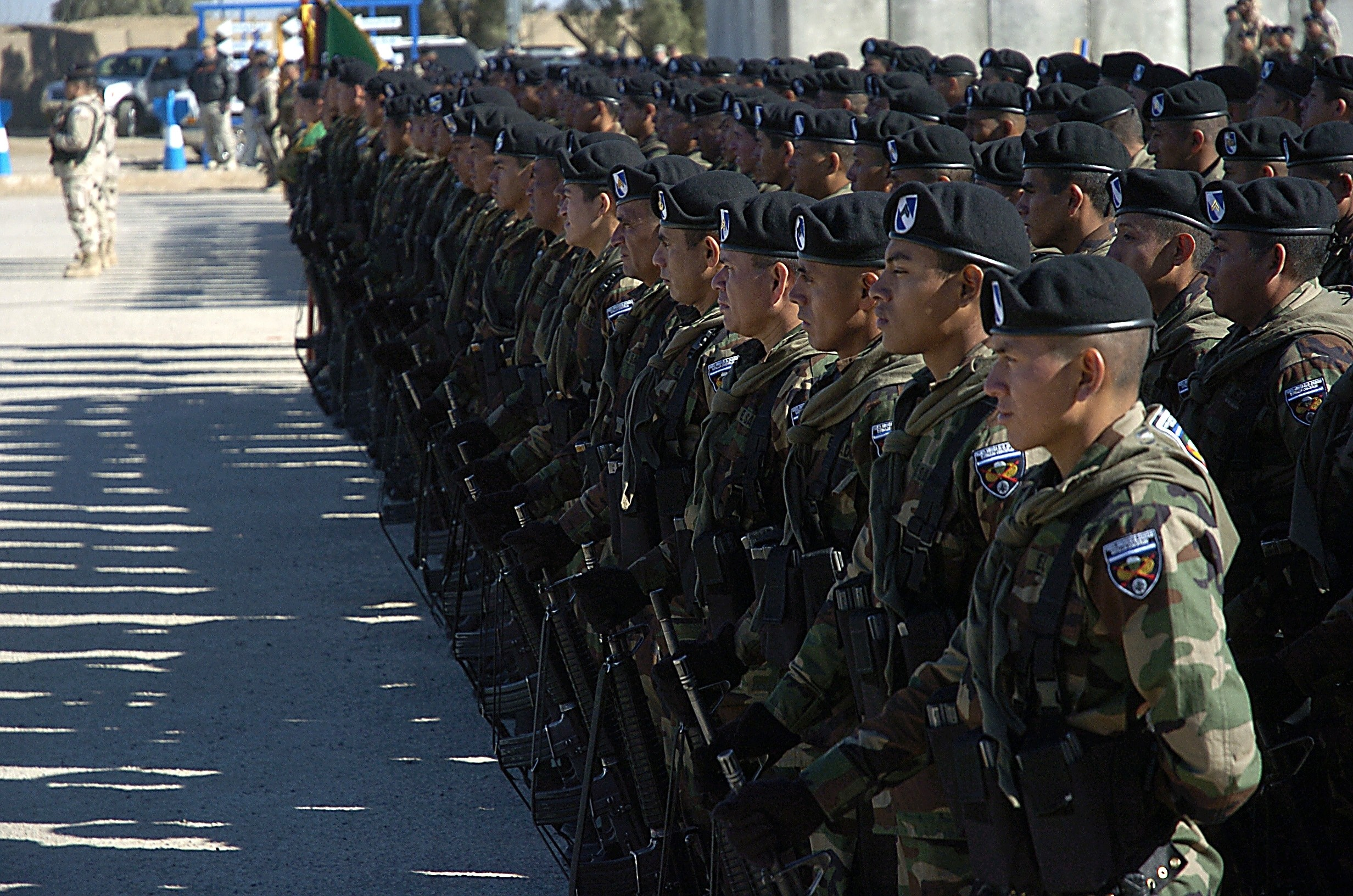
جنود كتيبة كوسكاتلان التاسعة في قاعدة العمليات الأمامية دلتا في عام 2008

في عام 2007، خفضت الحكومة السلفادورية عدد الجنود في كتيبة كوسكاتلان من 380 إلى 280.:10في 18 ديسمبر 2008، وقعت الحكومة العراقية اتفاقية مع الحكومة السلفادورية للسماح لكتيبة كوسكاتلان بالبقاء في العراق حتى نهاية عام 2009. وجاء هذا في الوقت الذي كان من المقرر أن ينتهي فيه تفويض الأمم المتحدة للتدخل في العراق في 31 ديسمبر 2008.:27على أي حال، في 23 ديسمبر/كانون الأول 2008، أعلن ساكا انسحاب كتيبة كوسكاتلان من العراق بعد انتهاء تفويض الأمم المتحدة بفترة وجيزة. وفي إعلانه، صرّح ساكا للصحفيين بأن "المهمة أُنجزت". وكان ساكا قد برر سابقًا مشاركة السلفادور في حرب العراق بقوله إن مشاركة البلاد جاءت لشكر المجتمع الدولي على دعمه للحكومة السلفادورية خلال الحرب الأهلية السلفادورية بين عامي 1979 و1992. كما ذكر أن السلفادور تُرسل رسالة إلى الشعب العراقي مفادها أنه "من الممكن إعادة بناء بلدهم حتى من الرماد، وبناء مستقبل أفضل لأبنائهم وأجيالهم القادمة".:59
انسحبت الكتيبة من العراق في 22 يناير 2009:57وعاد آخر جنودها إلى السلفادور في 7 فبراير 2009. وصرح الجنرال أوتو روميرو، وزير الدفاع الوطني أثناء رئاسة ساكا، في فبراير 2009 أن كتيبة كوسكاتلان أكملت 353 مشروعًا للبنية الأساسية و191 مهمة مساعدات إنسانية بلغت تكلفتها حوالي 30 مليون دولار أمريكي.:11في المجمل، قُتل خمسة جنود من كتيبة كوسكاتلان في العراق (أربعة في القتال وواحد في حادث) وأصيب عشرون آخرون.:57

## القادة
| قائد | قائد                                    | قائد                                    | بدأت القيادة   | نهاية القيادة  | تناوب      | Refs.         |
| ---- | --------------------------------------- | --------------------------------------- | -------------- | -------------- | ---------- | ------------- |
| 1    |                                         | مقدم سانتياغو سابينو مونتيروزا          | 12 أغسطس 2003  | فبراير 2004    | الأول      | [ 7 ]         |
| 2    |                                         | عقيد عام هوغو عمر أوريانا كاليدونيو     | فبراير 2004    | 31 أغسطس 2004  | الثاني     | [ 18 ]        |
| 3    |                                         | عقيد عام روبرتو أرتيغا تشيكاس           | 31 أغسطس 2004  | فبراير 2005    | الثالث     | [ 18 ] [ 19 ] |
| 4    |                                         | عقيد عام ويليام إغدالي مورينو سيغوفيا   | فبراير 2005    | أغسطس 2005     | الرابع     | [ 20 ]        |
| 5    |                                         | عقيد عام روبين أوزوالدو روبيو رييس      | أغسطس 2005     | 16 فبراير 2006 | الخامس     | [ 21 ]        |
| 6    |                                         | عقيد عام خوليو أرماندو غارسيا أوليفا    | 16 فبراير 2006 | أغسطس 2006     | السادس     | [ 22 ]        |
| 7    |                                         | عقيد عام خواكين روبرتو غالفيز مولينا    | أغسطس 2006     | فبراير 2007    | السابع     | [ 23 ]        |
| 8    |                                         | عقيد عام فيكتور مانويل بولانيوس كاربالو | فبراير 2007    | أغسطس 2007     | الثامن     | [ 24 ]        |
| 9    | Colonel José Atilio Benítez Parada      | عقيد عام خوسيه أتيليو بينيتيز بارادا    | أغسطس 2007     | 22 فبراير 2008 | التاسع     | [ 25 ]        |
| 10   | Colonel Walter Mauricio Arévalo Gavidia | عقيد عام والتر موريسيو أريفالو جافيديا  | 22 فبراير 2008 | 26 أغسطس 2008  | العاشر     | [ 25 ]        |
| 11   | César Adonai Acosta Bonilla             | عقيد عام سيزار أدوناي أكوستا بونيلا     | 26 أغسطس 2008  | 7 فبراير 2009  | الحادي عشر | [ 26 ]        |

## روابط خارجية
"Reconocimiento al Batallón Cuscatlán" [Recognition of the Cuscatlán Battalion]. يوتيوب (بالإسبانية). La Prensa Gráfica. 28 Feb 2009. Retrieved 2025-03-27.